# Louny
Louny (en allemand : Laun) est une ville de la région d'Ústí nad Labem, en Tchéquie et le chef-lieu du district de Louny. Sa population s'élevait à 18 121 habitants en 2023.

## Géographie
Louny est arrosée par la rivière Ohře et se trouve à 39 km au sud-ouest d'Ústí nad Labem et à 55 km au nord-ouest de Prague.
La commune est limitée par Lenešice, Dobroměřice, Raná et Chraberce au nord, par Chožov, Vršovice et Černčice à l'est, par Blšany u Loun, Chlumčany et Cítoliby au sud, et par Jimlín et Postoloprty à l'ouest. Le quartier exclavé de Brloh, qui fait partie de la commune, est limité par Cítoliby au nord, par Chlumčany à l'est, par Smolnice et Brodec au sud et par Líšťany à l'ouest.

## Histoire
Les fouilles menées dans la partie orientale de la ville ont montré qu’il existait une colonie celtique. Plus tard, les Marcomans s'installèrent dans une partie de la ville actuelle. Les premières preuves d'un établissement slave remontent au VIe siècle. Le nom de la ville est probablement dérivé du prénom Loun ou Luni / Louni.
Louny a été mentionnée pour la première fois en 1088 parmi les possessions du roi Ottokar Ier. En 1115, la ville fut citée comme la propriété du monastère de Kladruby. La ville royale a été fondée par Ottokar II dans les années 1260 à l'est de la colonie d'origine.
La ville se trouvait sur la route commerciale de Prague à Dresde et de Nuremberg à Dresde. Il y avait un gué à travers l'Ohře, qui était utilisable en dehors des périodes d'inondations. Plus tard, un pont a été construit sur l'Ohře et la zone inondable autour. Cela servait le roi et la ville comme une source de revenu sûre, car les voyageurs commerciaux devaient passer avec leurs marchandises sur les routes commerciales et payer des péages. Le quartier fondé par Ottokar II est situé sur une colline naturelle, car les inondations inondent encore aujourd'hui la zone inondable transformée en parc et en parc des expositions.
Pendant les guerres hussites, la ville était l’une des retraites hussites au cours desquelles de nombreuses institutions catholiques, comme un monastère dans la ville, ont été détruites. Les murs du monastère sont en partie conservés et servent aujourd'hui de murs à d'autres bâtiments. Le centre historique restant a été préservé malgré les nombreux incendies et destructions du passé.
En 1813, lors de la bataille de Dresde, de nombreux soldats furent soignés dans la ville. Le reste de l'hôpital et tous les hôtels et auberges servirent d'hôpitaux. Les soldats et les officiers du tsar russe furent notamment soignés à Louny. Selon la légende, le tsar Alexandre Ier serait personnellement venu à Louny pour présenter ses excuses au général Moreau qui y décéda.
À la fin du XIXe siècle, la ligne de chemin de fer Prague-Most est créée. La ville devint le siège d'un district et d'un tribunal de district. Vers 1900, on trouvait dans la ville des usines de sucre, une brasserie de bière, une usine de métal, une usine de poterie et des ateliers de réparation de chemin de fer.

## Patrimoine
Louny possède une église gothique et renaissance, Saint-Nicolas, œuvre de Benedikt Rejt. Les ruines du château de Hazmburk se trouvent à 22 km au nord-est de la ville.

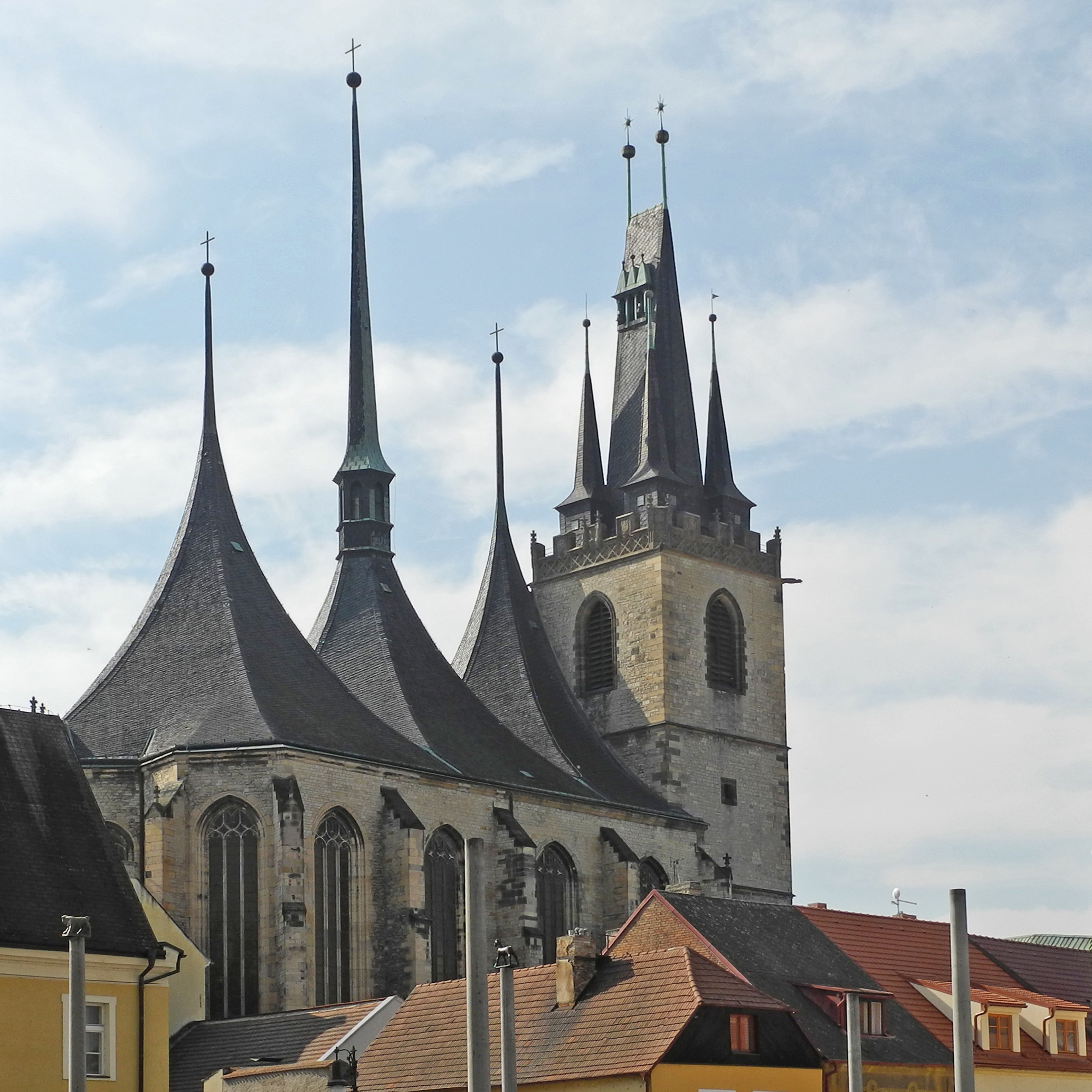
Église Saint-Nicolas.
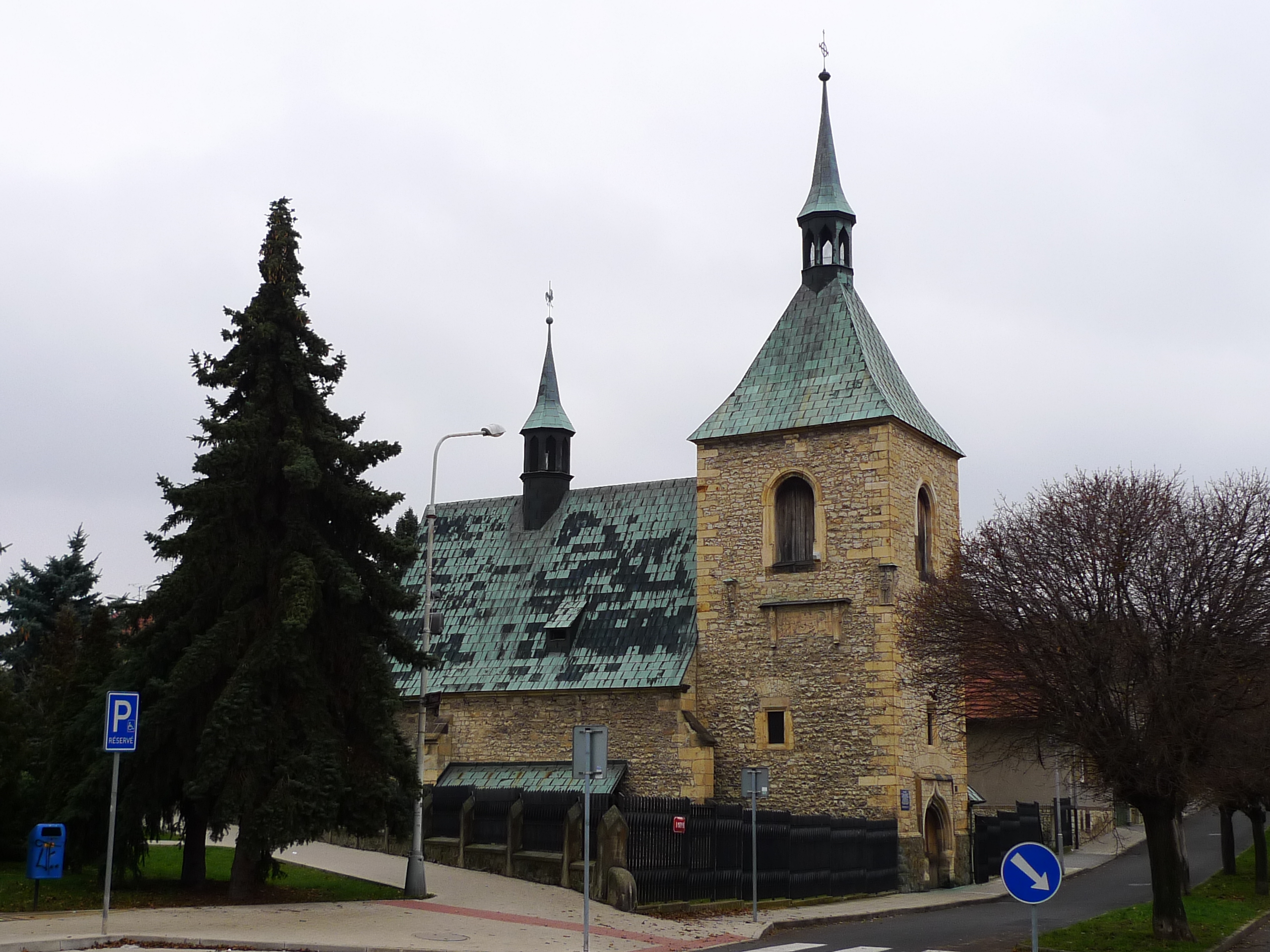
Église de la Mère de Dieu.

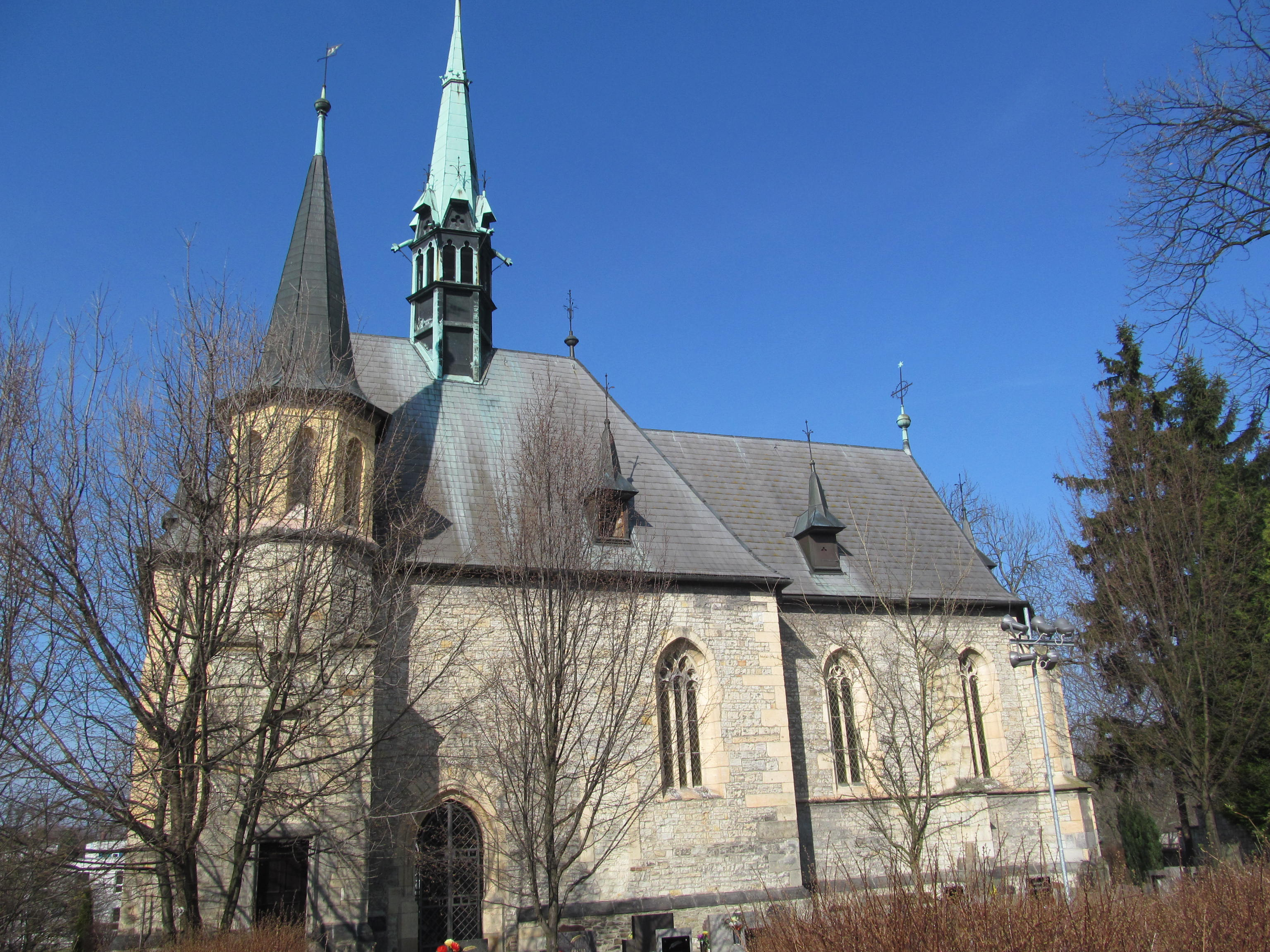
Église Saint-Pierre.
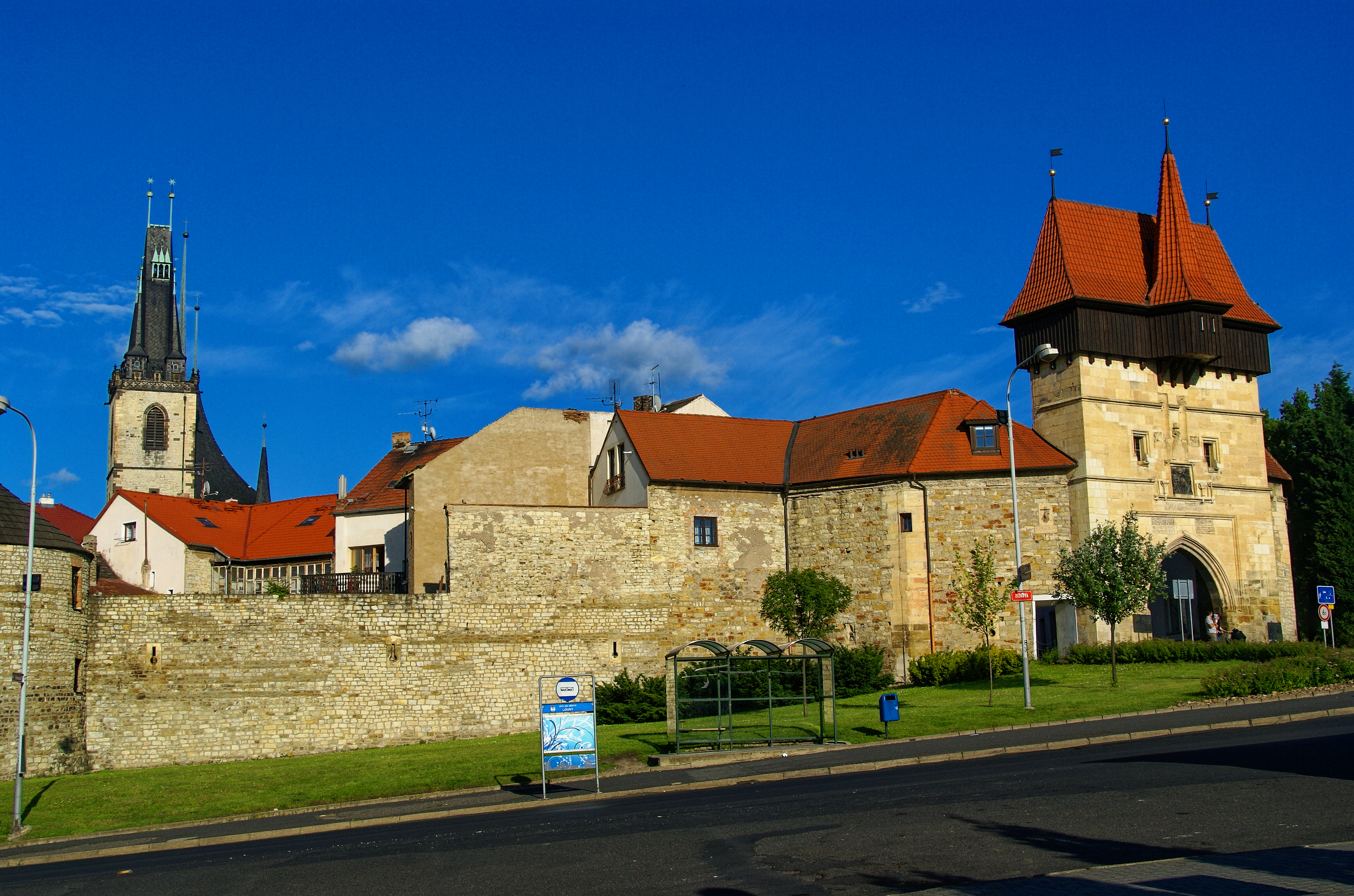
Murs de la ville et porte de Źatec.

## Population
Recensements ou estimations de la population de la commune dans ses limites actuelles :
| 1869* | 1880* | 1890* | 1900*  | 1910*  | 1921*  |
| ----- | ----- | ----- | ------ | ------ | ------ |
| 4 260 | 5 938 | 6 814 | 10 698 | 12 034 | 12 266 |

| 1930*  | 1950*  | 1961*  | 1970*  | 1980*  | 1991*  |
| ------ | ------ | ------ | ------ | ------ | ------ |
| 12 413 | 12 356 | 12 537 | 13 452 | 17 543 | 20 812 |

| 2001*  | 2011*  | 2014   | 2015   | 2016   | 2017   |
| ------ | ------ | ------ | ------ | ------ | ------ |
| 19 639 | 18 121 | 18 476 | 18 434 | 18 407 | 18 501 |

| 2018   | 2019   | 2020   | 2021*  | 2022   | 2023   |
| ------ | ------ | ------ | ------ | ------ | ------ |
| 18 446 | 18 351 | 18 313 | 17 563 | 17 760 | 18 121 |

## Transports
Par la route, Louny se trouve à 24 km de Most, à 40 km de Litoměřice, à 55 km d'Ústí nad Labem et à 62 km de Prague.

## Personnalités
- Jean Victor Moreau, général français au service du tsar Alexandre Ier est mort le 2 septembre 1813 à Louny, où il avait été transporté depuis les environs de Dresde ;
- Karolína Plíšková et sa sœur jumelle Kristýna, nées le 21 mars 1992 à Louny, sont deux joueuses de tennis tchèques.
- Le groupe de rock The Silver Spoons en est originaire

## Jumelages
- Veneux-les-Sablons (France) depuis juin 2004
- Lučenec (Slovaquie)
- Barendrecht (Pays-Bas)
- Zschopau (Allemagne)